# Lukostřelba na Letních olympijských hrách 1996
Lukostřelba na Letních olympijských hrách 1996 zahrnovala soutěže mužů a žen v jednotlivcích a družstvech ze vzdálenosti 70 m. Soutěže probíhaly v parku Stone Mountain Park Archery Center v Stone Mountain. 
Individuálních soutěží se zúčastnilo 64 mužů a stejný počet žen. Nejprve proběhlo kvalifikační kolo, ve kterém každý střílel 72 šípů. Poté následovaly tři vyřazovací kola, ve kterých proti sobě nastupovaly vždy dva lukostřelci s 18 šípy. Následné čtvrtfinále, semifinále, finále a zápas o třetí místo proběhly s 12 šípy.

## Medailisté

### Muži
| Kategorie   | Zlato                                                                   | Stříbro                                                     | Bronz                                                              |
| ----------- | ----------------------------------------------------------------------- | ----------------------------------------------------------- | ------------------------------------------------------------------ |
| Jednotlivci | Justin Huish · Spojené státy americké (USA)                             | Magnus Petersson · Švédsko (SWE)                            | Oh Kyo-Moon · Jižní Korea (KOR)                                    |
| Družstvo    | Spojené státy americké (USA) · Justin Huish · Butch Johnson · Rod White | Jižní Korea (KOR) · Jang Yong-Ho · Kim Bo-Ram · Oh Kyo-Moon | Itálie (ITA) · Matteo Bisiani · Michele Frangilli · Andrea Parenti |

### Ženy
| Kategorie     | Zlato                                                            | Stříbro                                                                 | Bronz                                                            |
| ------------- | ---------------------------------------------------------------- | ----------------------------------------------------------------------- | ---------------------------------------------------------------- |
| Jednotlivkyně | Kim Kyung-Wook · Jižní Korea (KOR)                               | He Ying · Čína (CHN)                                                    | Jelena Sadovnikovová · Ukrajina (UKR)                            |
| Družstvo      | Jižní Korea (KOR) · Kim Jo-Sun · Kim Kyung-Wook · Yoon Hye-Young | Německo (GER) · Barbara Mensing · Cornelia Pfohl · Sandra Wagner-Sachse | Polsko (POL) · Iwona Dzięcioł · Katarzyna Klata · Joanna Nowicka |

## Medailové pořadí
| Pořadí | Země                         | Zlato | Stříbro | Bronz | Celkově |
| ------ | ---------------------------- | ----- | ------- | ----- | ------- |
| 1.     | Jižní Korea (KOR)            | 2     | 1       | 1     | 4       |
| 2.     | Spojené státy americké (USA) | 2     | 0       | 0     | 2       |
| 3.     | Čína (CHN)                   | 0     | 1       | 0     | 1       |
| 3.     | Švédsko (SWE)                | 0     | 1       | 0     | 1       |
| 3.     | Německo (GER)                | 0     | 1       | 0     | 1       |
| 6.     | Ukrajina (UKR)               | 0     | 0       | 1     | 1       |
| 6.     | Itálie (ITA)                 | 0     | 0       | 1     | 1       |
| 6.     | Polsko (POL)                 | 0     | 0       | 1     | 1       |